# Nordschweiz
Die Nordschweiz, später Nordschweiz (NoZ) war eine Zeitung, die von 1903 bis 1992 in Laufen in der Schweiz erschien.

## Geschichte und Ausrichtung
Die Nordschweiz erschien zunächst halbwöchentlich, ab 2. Mai 1924 3× wöchentlich und später täglich. Die Zeitung war der Bevölkerung des Laufentals entsprechend katholisch geprägt. Zu ihren Gründern zählt Joseph Gerster-Roth, der Gründer der Tonwarenfabrik Laufen (heute Keramik Laufen). Als Vorläufer erschien unter dem Namen Der Birsthaler – Anzeigeblatt für’s Laufenthal, Schwarzbubenland und Birseck von 1889 (nach einer Probenummer am 29. Dezember im Vorjahr) bis Ende 1902. Dieses Blatt war im Rahmen des Kulturkampfes das Organ der Konservativen, denn «Eine Partei ohne Presse ist ein Soldat mit nur einem hölzernen Säbel». Daraus ergab sich, dass das ab 1903 Nordschweiz geheissene Blatt der Konservativen Partei, später der CVP, nahestand.
Während des langjährigen Laufentaler Selbstbestimmungsverfahrens (1970–1993), das dem Kantonswechsel der Talschaft vorausging, wurde die Nordschweiz zum Sprachrohr der Probaselbieter Vereinigungen, wie etwa des Komitees «Ja zur besten Lösung» und der «Laufentaler Bewegung». Deren Ziel einer Änderung der Kantonszugehörigkeit bezeichnete die Nordschweiz nebst ihrer politisch-konfessionellen Position als «Leitgedanken».

## Zusammenschlüsse
Am 15. November 1982 wurde die Nordschweiz mit dem sterbenden Basler Volksblatt zusammengeschlossen, deren 9600 letzte Abonnenten die um eine Basler Redaktion erweiterte Nordschweiz erhielten. Der zunehmende Konkurrenzkampf in Basel und die abflauenden konfessionellen Gegensätze bedrohten jedoch auch die erweiterte Nordschweiz. Am 31. August 1992 erschien die letzte Ausgabe, nachdem der Stamm der verbleibenden 11'000 Abonnenten und die Redaktion in Laufen von der Basellandschaftlichen Zeitung übernommen worden waren. Diese expandierte somit in das ehemals bernische Laufental. Das Zeitungsarchiv der beiden Laufentaler Zeitungen Volksfreund (freisinnig) und Nordschweiz (katholisch) befindet sich in der Bibliothek des Museums Laufental.